# Alcatees
Les Alcatees (en grec antic: Ἀλκαθοῖα, llatí: Alcathoea) eren uns festivals de l'antiga Grècia celebrats a Mègara en honor d'Alcàtous, rei de l'Èlida i fill de Pèlops. Una part important de la celebració eren els jocs, segons que diu Píndar.